# 박현수 (프로게이머)
박현수(2001년 4월 24일 ~)는 대한민국의 전직 카트라이더 프로게이머로 아이디는 HyunSu를 사용했다.

## 선수 시절

### 크레이지레이싱 카트라이더
2018년, Oz-AOXTICK 소속으로 활동하면서 커리어를 시작했다. 듀얼레이스3 팀전 7위, 개인전 16위를 기록했다.
2019년 1월, 긱스타 소속으로 활동한다. 2019-1시즌 팀전 4위를 기록했다.
2019년 7월 8일, 샌드박스 게이밍에 입단했다. 2019-2시즌 팀전 우승, 개인전 11위를 달성했다.
2020시즌을 앞두고 샌드박스 게이밍과 재계약을 체결했다. 2020-1시즌 팀전 4위, 개인전 21위를 기록했다. 2020-2시즌 팀전 3위, 개인전 7위를 달성했다.
2021시즌을 앞두고 샌드박스 게이밍과 재계약을 체결했다. 2021-1시즌 팀전 우승, 개인전 3위를 달성했다. 2021-2시즌 팀전 우승, 개인전 3위를 달성했다. 2021수퍼컵 팀전 준우승, 개인전 6위를 달성했다.
2022시즌을 앞두고 리브 샌드박스와 재계약을 체결했다. 2022-1시즌 팀전 3위, 개인전 6위를 달성했다. 2022-2시즌 팀전 우승, 개인전 6위를 달성했다. 2022수퍼컵 팀전 우승, 개인전 4위를 달성했다.

### 카트라이더: 드리프트
2023시즌을 앞두고 리브 샌드박스와 재계약을 체결했다. 프리시즌1 팀전 준우승, 개인전 6위를 달성했다. 프리시즌2 팀전 준우승, 개인전 16위를 달성했다. 2023시즌 팀전 준우승, 개인전 10위를 기록했다. 이후 팀에서 퇴단했다.

## 소속팀
| # | 팀명            | 소속 기간                 | 소속 리그 | 비고 |
| - | --------------- | ------------------------- | --------- | ---- |
| 1 | Oz-AOXTICK      | 2018                      | KRL       |      |
| 2 | GEEKSTAR        | 2019                      | KRL       |      |
| 3 | 샌드박스 게이밍 | 2019.07.08. ~ 2023.12.09. | KRL KDL   |      |

## 수상 내역

### 크레이지레이싱 카트라이더
공식 대회 우승 5회, 준우승 1회
- 2019 KT 5G 멀티뷰 카트라이더 리그 시즌 2 팀전 우승 (샌드박스 게이밍)
- 2020 SKT 5GX JUMP 카트라이더 리그 시즌 2 팀전 3위
- 2021 신한은행 헤이영 카트라이더 리그 시즌 1 팀전 우승 (샌드박스 게이밍)
- 2021 신한은행 헤이영 카트라이더 리그 시즌 1 개인전 3위
- 2021 신한은행 헤이영 카트라이더 리그 시즌 2 팀전 우승 (리브 샌드박스)
- 2021 신한은행 헤이영 카트라이더 리그 시즌 2 개인전 3위
- 2021 신한은행 헤이영 카트라이더 리그 수퍼컵 팀전 준우승
- 2021 신한은행 헤이영 카트라이더 리그 수퍼컵 스페셜 라이더
- 2022 신한은행 헤이영 카트라이더 리그 시즌 1 팀전 3위
- 2022 신한은행 헤이영 카트라이더 리그 시즌 2 팀전 우승 (리브 샌드박스)
- 2022 신한은행 쏠 카트라이더 리그 수퍼컵 팀전 우승 (리브 샌드박스)
- 2022 신한은행 쏠 카트라이더 리그 수퍼컵 팀전 최우수 선수
- 2022 신한은행 쏠 카트라이더 리그 수퍼컵 스페셜 라이더

### 카트라이더: 드리프트
공식 대회 준우승 1회
- 카트라이더: 드리프트 리그 프리시즌 1 팀전 준우승
- 카트라이더: 드리프트 리그 프리시즌 2 팀전 준우승
- 2023 대전 레이싱 챌린지 준우승
- 2023 카트라이더: 드리프트 리그 팀전 준우승